# Петър Манев (офицер)
 Тази статия е за българския офицер.  За българския революционера вижте Петър Манев.  
Петър Вачев Манев е български офицер, генерал-майор от пехотата, офицер от Балканската (1912 – 1913) и Междусъюзническата война (1913), командир на 23-ти пехотен шипченски полк и на 3-та бригада от 6-а пехотна бдинска дивизия през Първата световна война (1915 – 1918).

## Биография
Петър Манев е роден на 25 март 1862 г. в Чирпан, Османска империя. На 8 октомври 1886 г. постъпва на военна служба. През 1887 г. завършва Военното на Негово Княжеско Височество училище, като на 7 ноември е произведен в чин подпоручик и зачислен в пехотата. Служи в 21-ви пехотен средногорски полк. На 7 ноември 1890 е произведен в чин поручик, а от 1896 г. е капитан. През 1900 г. е ротен командир в 24-ти пехотен черноморски полк, на 19 септември 1906 е произведен в чин майор. През 1909 г. е назначен за командир на 2-ра дружина от 5-и пехотен дунавски полк, след коет и като домакин на 23-ти пехотен шипченски полк. На 22 септември 1912 г. е произведен в чин подполковник. Служи в 24-ти пехотен черноморски полк.
Взема участие в Балканската (1912 – 1913) и Междусъюзническата война (1913) като командир на дружина в 23-ти пехотен шипченски полк, а от януари 1915 г. е помощник-командир на полка. По време на Първата световна война (1915 – 1918) подполковник Петър Манев първоначално командва 23-ти пехотен шипченски полк (1915 – 1917), за която служба „за бойни отличия и заслуги във войната“ съгласно заповед № 679 от 1917 г. е награден с Военен орден „За храброст“, IV степен, 1 клас. През 1916 г. е произведен в чин полковник, а през 1917 г. поема командването на 3-та бригада от 6-а пехотна бдинска дивизия, за която служба „за бойни отличия и заслуги във войната“ съгласно заповед № 355 от 1921 г. е награден с Военен орден „За храброст“, III степен, 2 клас.
Служи и във 2-ра бригада от 11-а пехотна македонска дивизия и 1-ва бригада от 10-а пехотна дивизия. Уволнен е от служба на 14 юли 1919 година. На 31 декември 1935 г. е произведен в чин генерал-майор.

## Семейство
Генерал-майор Петър Манев е женен има 3 деца.

## Военни звания
- Подпоручик (7 ноември 1887)
- Поручик (7 ноември 1890)
- Капитан (1896)
- Майор (19 септември 1906)
- Подполковник (22 септември 1912)
- Полковник (1916)
- Генерал-майор (31 декември 1931)

## Образование
- Военно на Негово Княжеско Височество училище (1887)

## Награди
- Военен орден „За храброст“, IV степен, 2 клас
- Военен орден „За храброст“, IV степен, 1 клас (1917)
- Военен орден „За храброст“, III степен, 2 клас (1921)
- Народен орден „За военна заслуга“ IV степен на военна лента и V степен на обикновена лента
- Орден „За заслуга“ на обикновена лента